# Sierra de Grazalema
|  | Aquest article tracta sobre el massís muntanyós. Si cerqueu la comarca, vegeu «Sierra de Cádiz». |

La Sierra de Grazalema, amb una superfície de 53.411 ha, és un massís que forma part de l'extrem més occidental de la serralada Subbètica, compost per altres sub-serres (Zafalgar, Pinar, Endrinal, Caíllo, etc.). Ha estat protegida mitjançant la figura jurídica de parc natural.
És a cavall del NE de la província de Cadis i l'O. de la província de Màlaga, incloent totalment o parcialment catorze termes municipals: nou de la província de Cadis (El Bosque, Prado del Rey, Zahara de la Sierra, Algodonales, El Gastor, Grazalema, Villaluenga del Rosario, Benaocaz i Ubrique) i cinc a la província de Màlaga (Ronda, Montejaque, Benaoján, Jimera de Líbar i Cortes de la Frontera).

## Geografia

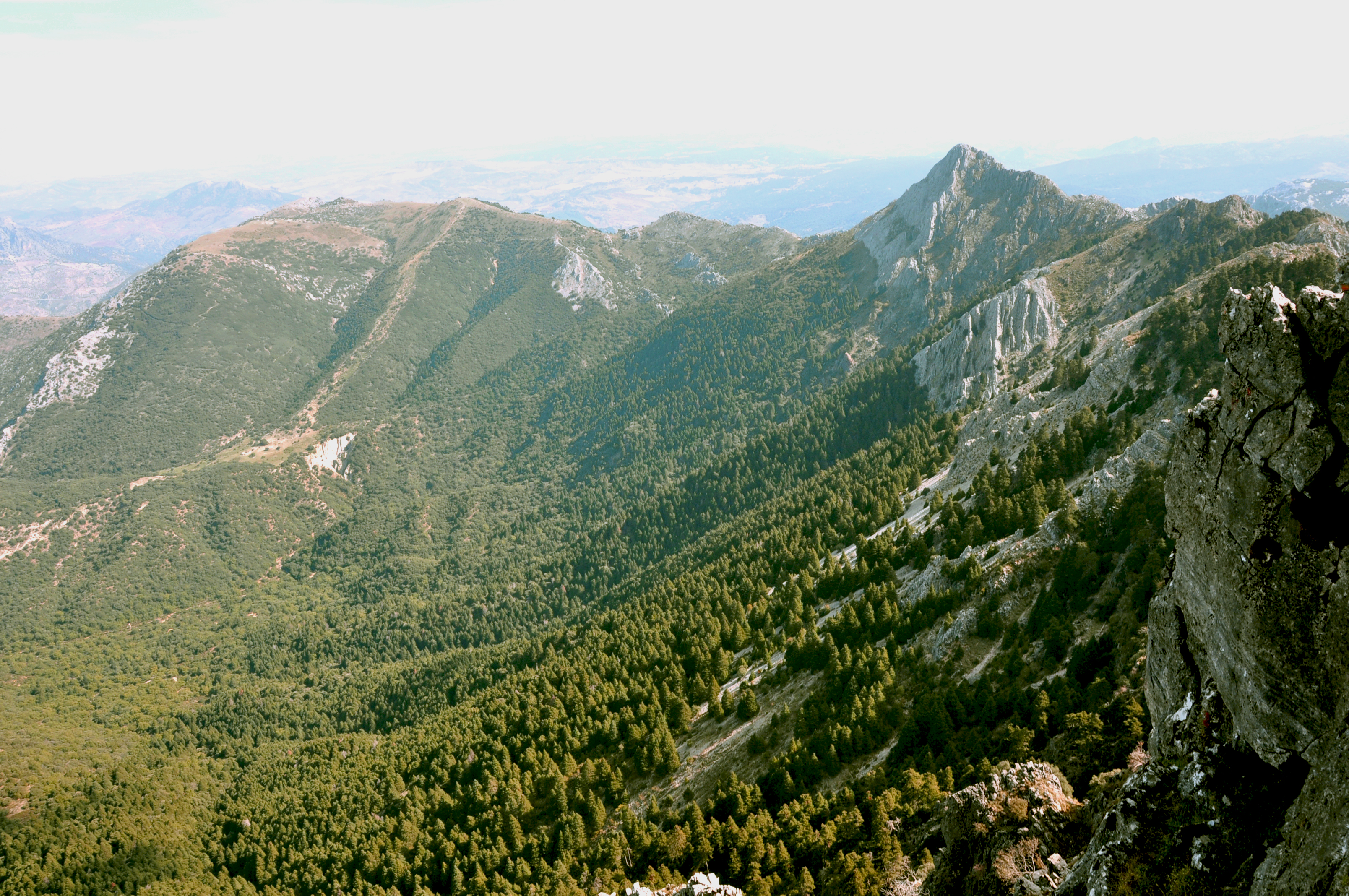
Sierra del Pinar

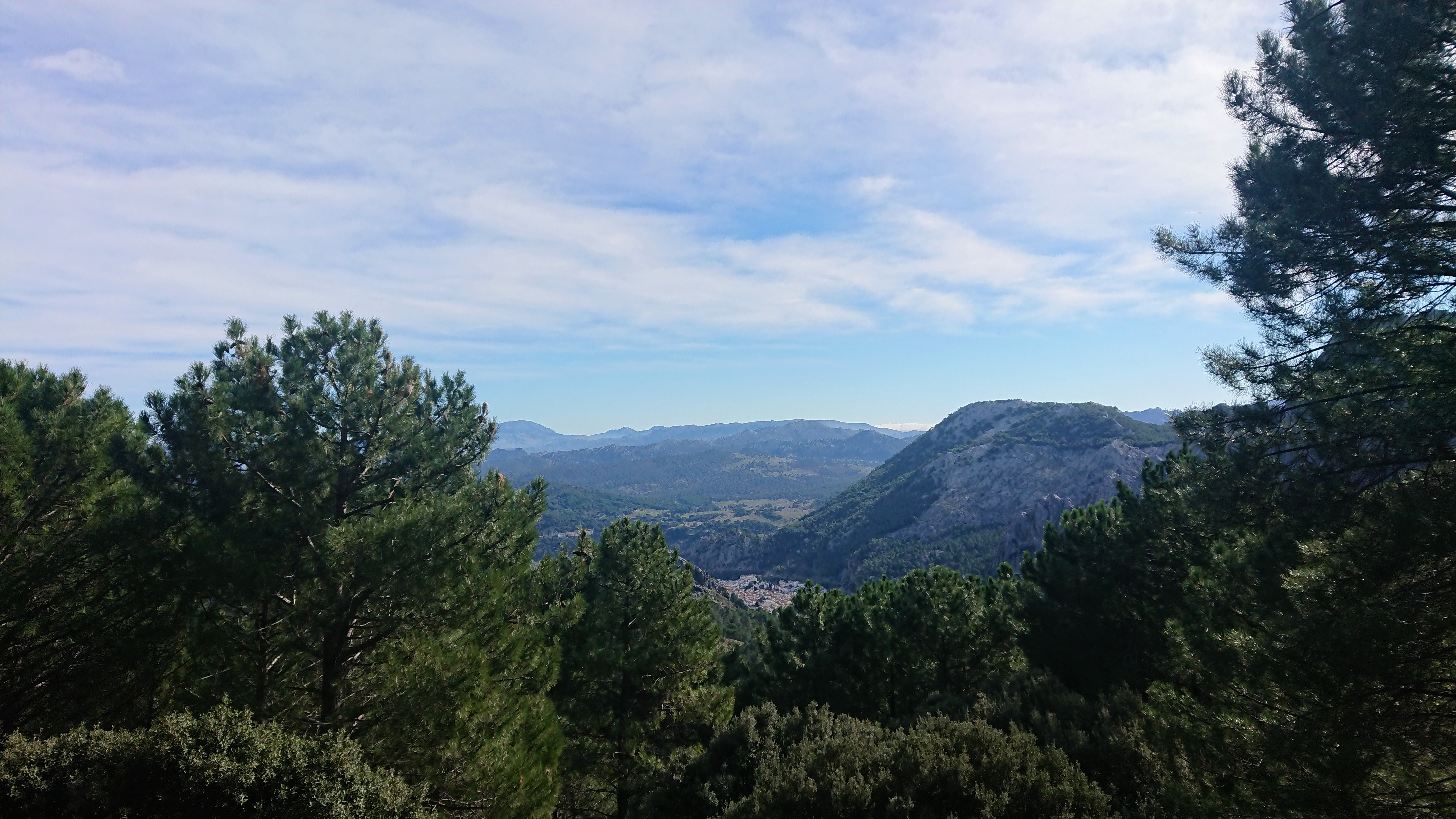
Vista de Grazalema

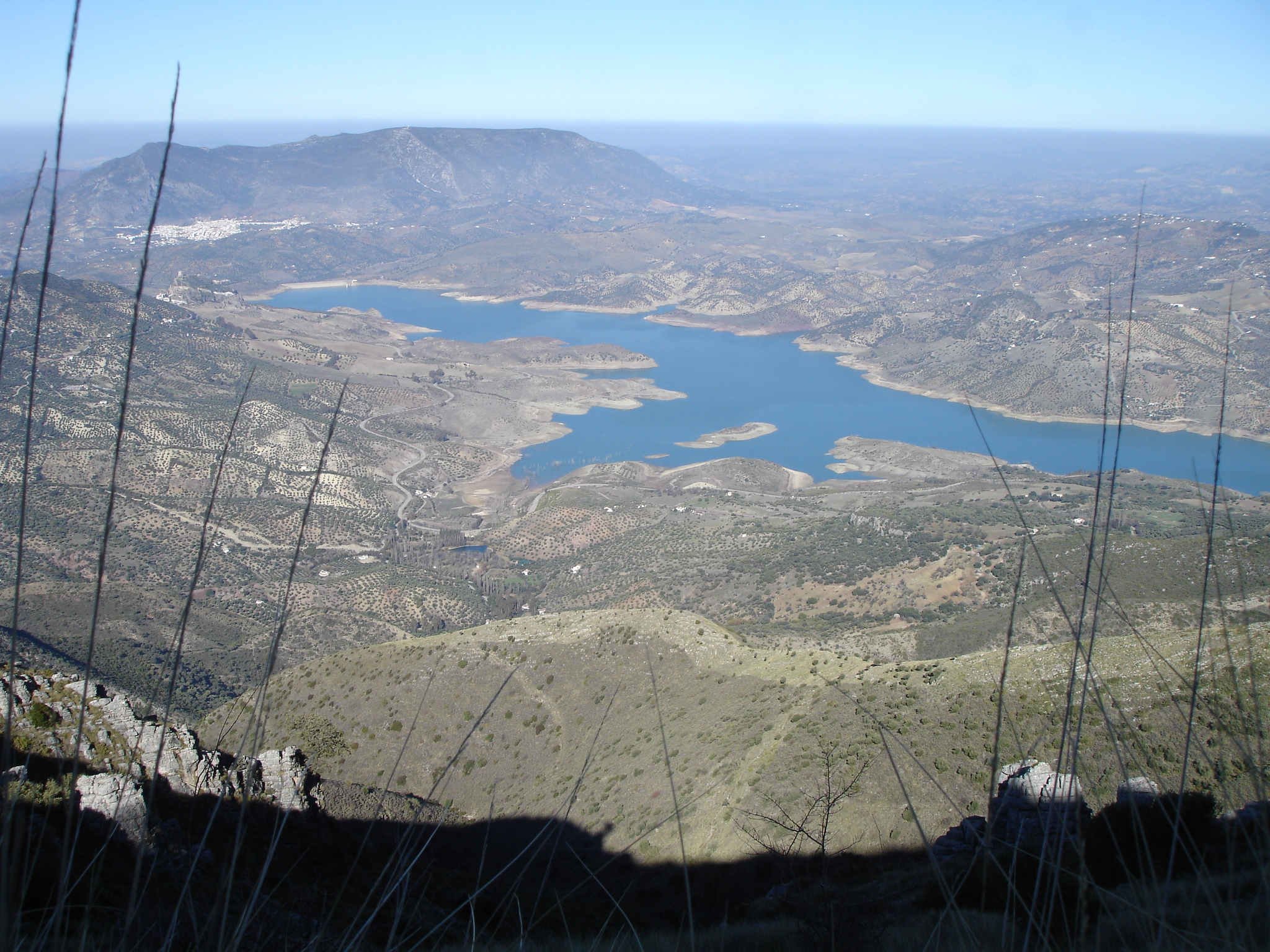
Vista de l'embassament de Zahara des del Cerro Coros.

En aquest espai hi ha tres vessants clarament distingibles. Les conques de la zona nord vessen les seves aigües al Guadalete, un dels principals rius de la província de Cadis, que té el seu naixement al Port del Boyar; mentre que els de l'est ho fan al Guadiaro, amb origen prop de Ronda i que rep les aportacions de cursos com el Gaduares i el Guadalevín. Finalment, el vessant oest tributa totes les seves aigües al Pantà de los Hurones, destacant les aportacions dels rius Majaceite, Tavizna i Ubrique.
La composició de la Sierra de Grazalema, bàsicament de roques calcàries, genera els típics fenòmens càrstics: nombroses coves, congostos, dolines, etc. Destaquen la Cueva del Gato, per la qual un riu subterrani, després de recórrer cinc quilòmetres des de l'avenc del Hundidero, reapareix abocant les seves aigües al riu Guadiaro; la cova de la Pileta, que conté pintures rupestres i es pot visitar amb restriccions i utilitzant llànties; i la Garganta Verde, estret i profund congost que serveix d'únic desguàs a tota la Sierra del Pinar.

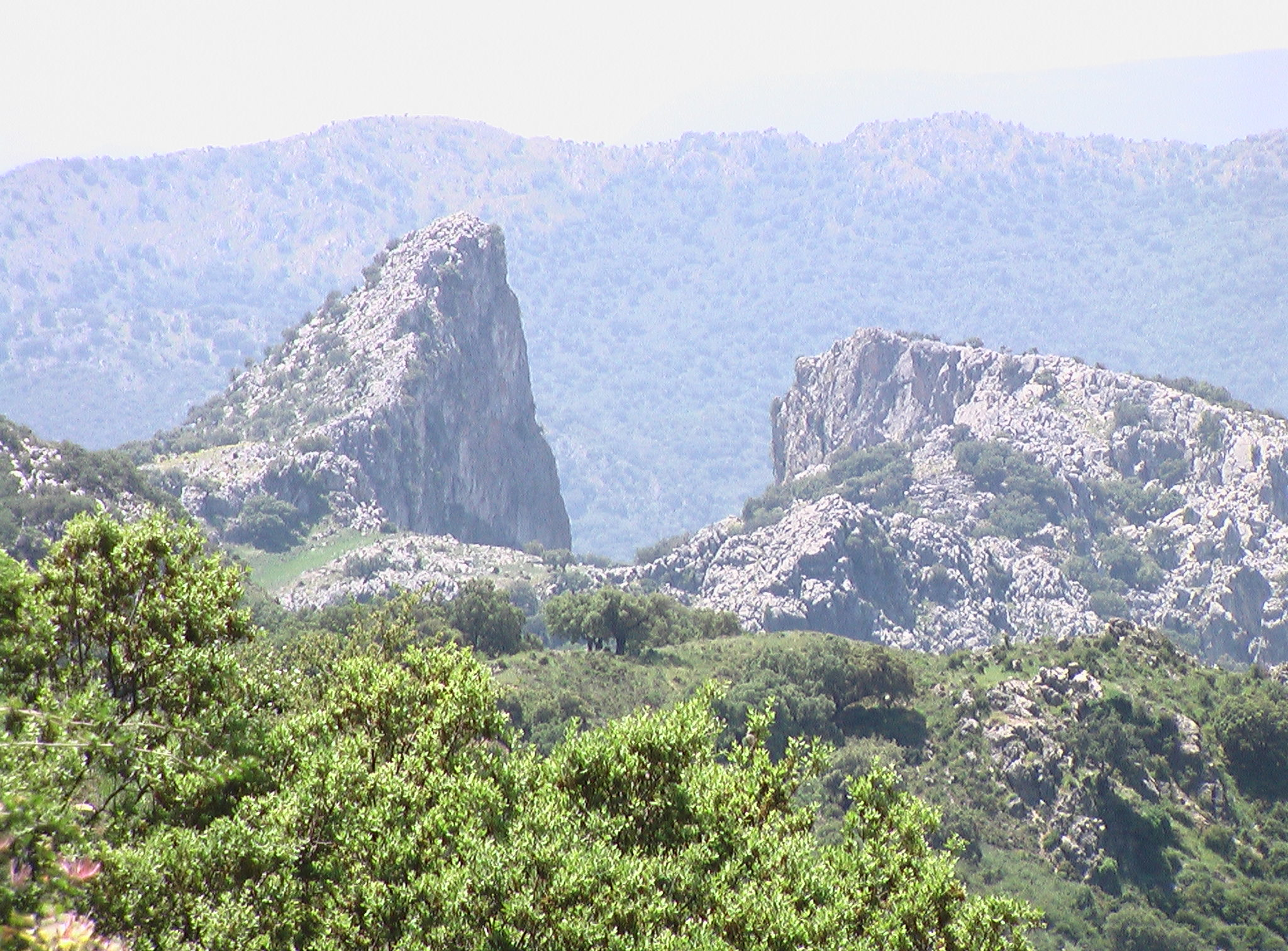
Salto del Cabrero

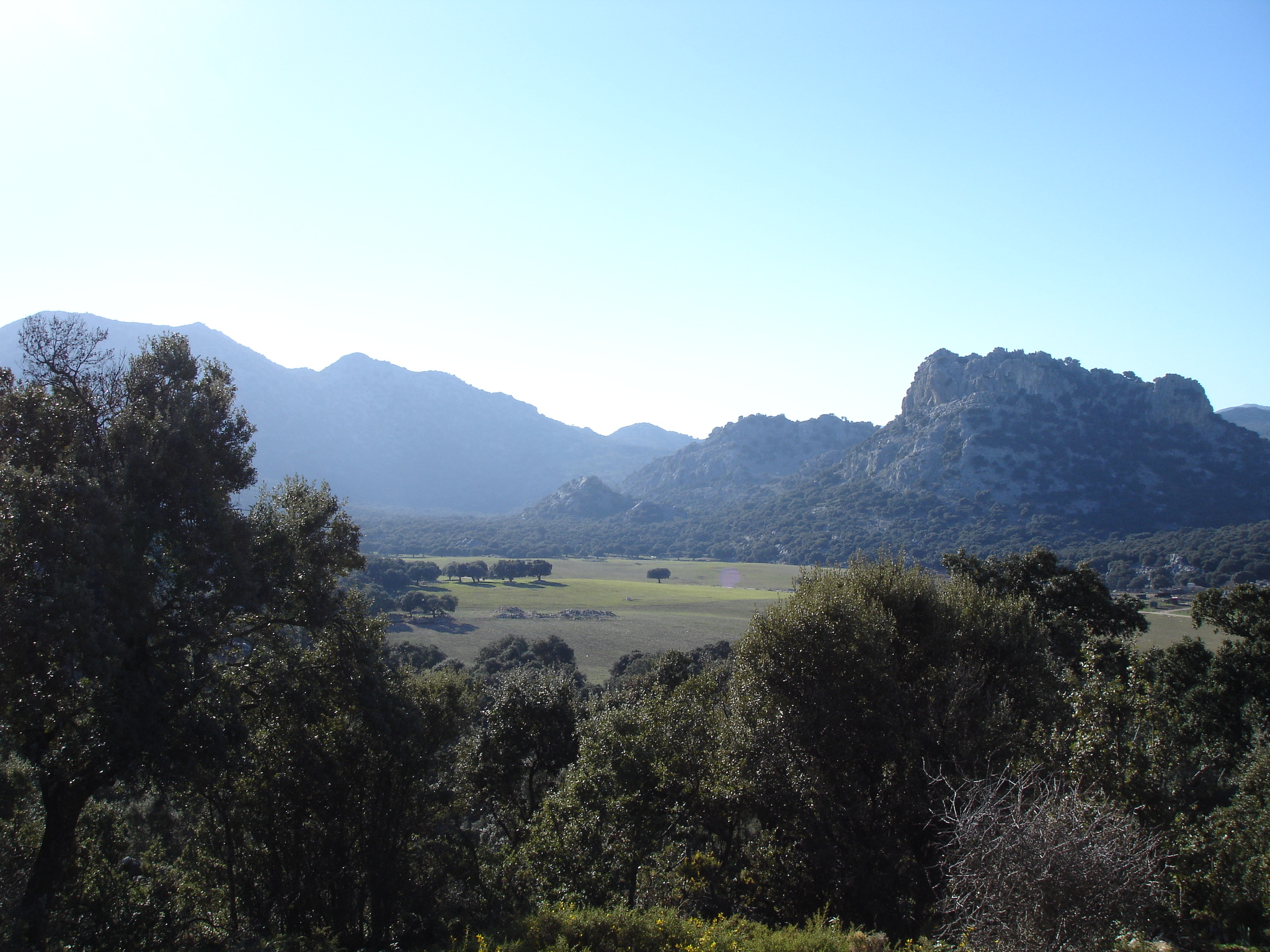
Llanos de Líbar amb la Sierra de Líbar al fons.

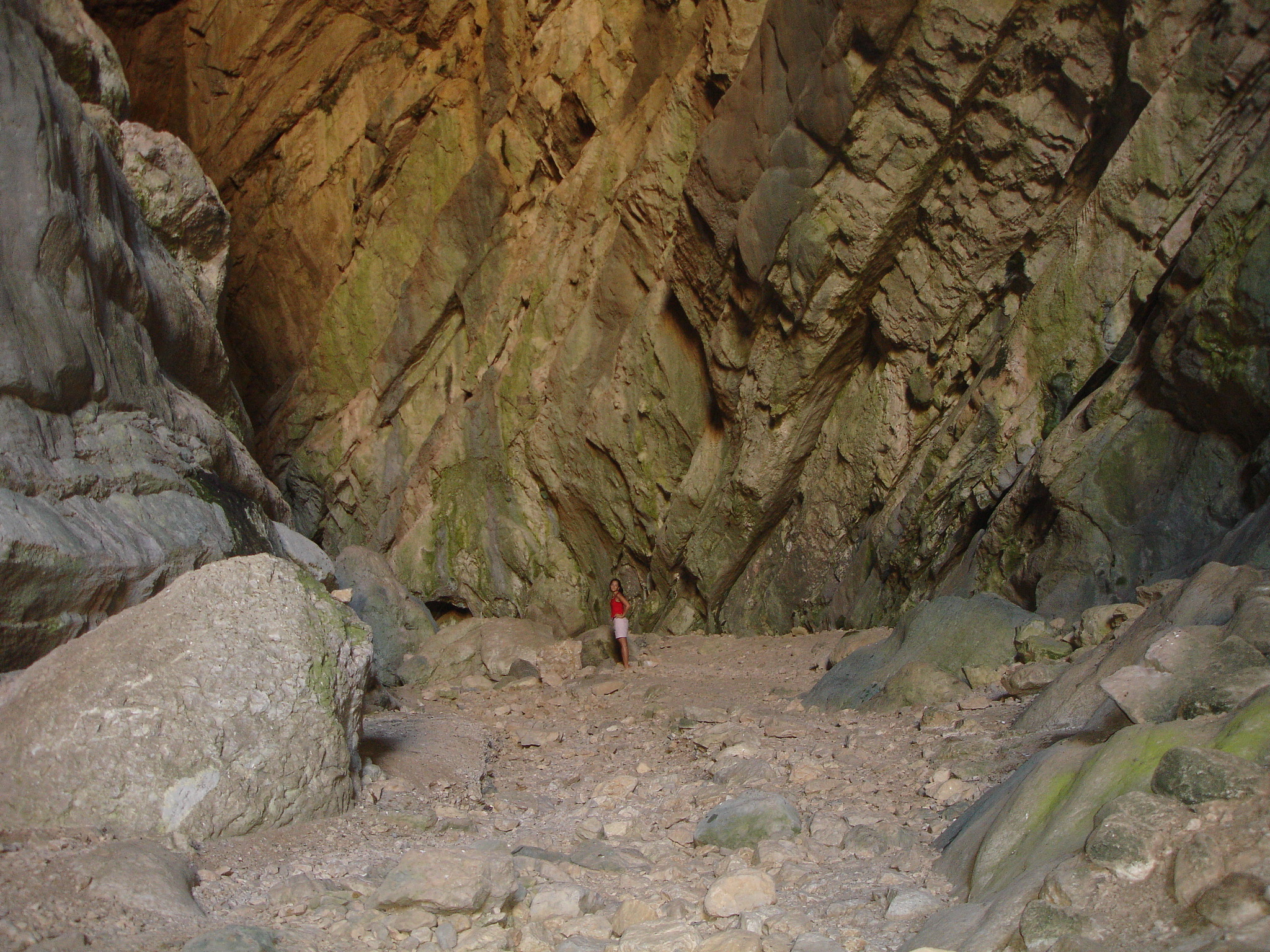
Entrada a la Cueva del Gato seca.

Els Llanos de Líbar i els Llanos del Republicano constitueixen una manifestació notable de paisatge càrstic modelat per l'acció de les aigües superficials. Inclouen Sima del Republicano.

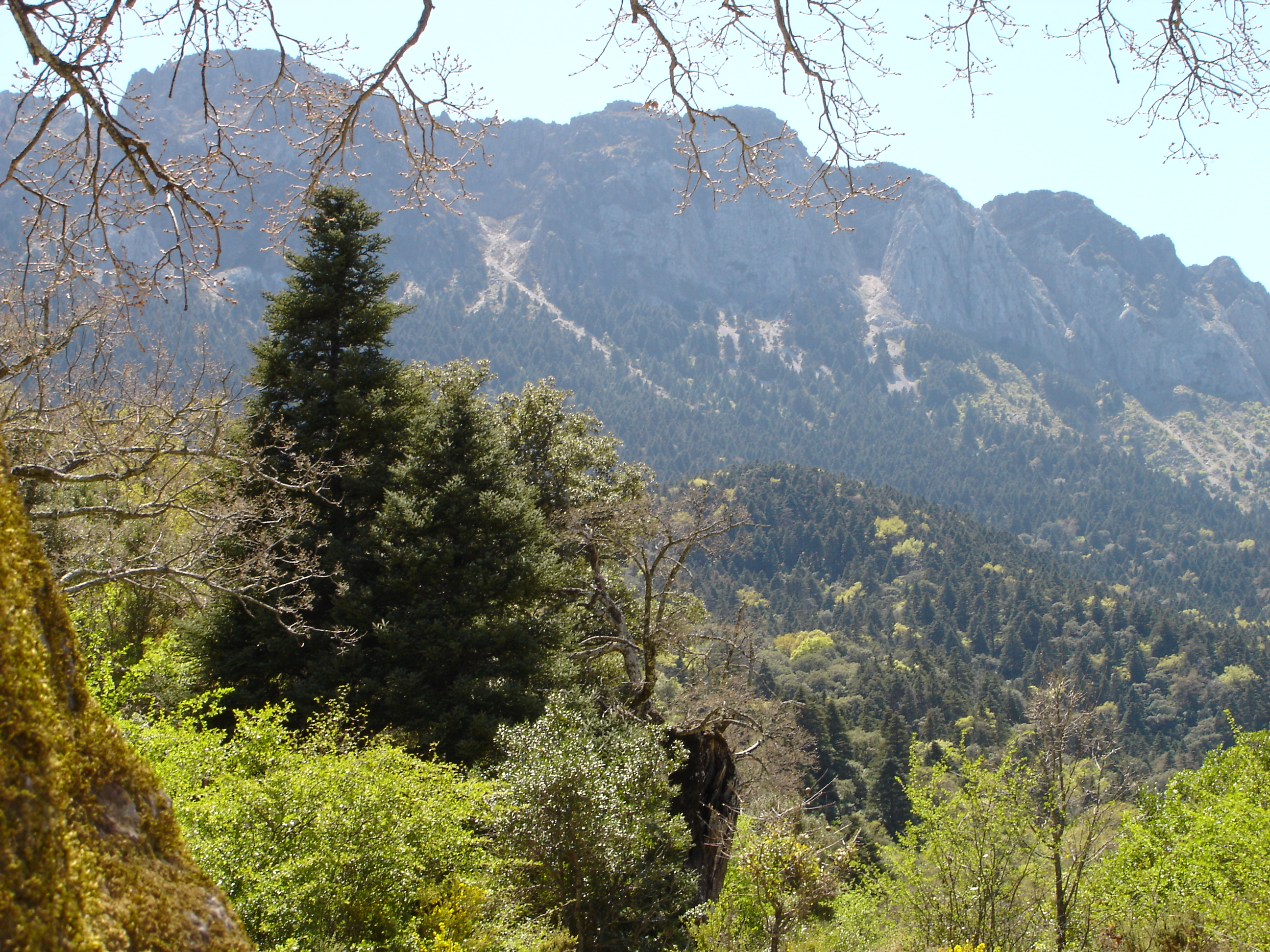
Pinsapar des dels Llanos del Ravel

El 2021 es va trobar un tipus de cargol autòcton, el Tartessiberus cilbanus.
Altres elements del patrimoni etnològic són les antigues pràctiques artesanals (fabricació de mantes de llana, marroquineria i cistelleria) i les tradicionals festes i fires, celebrades sobretot durant l'època estival com la festa del Corpus a Zahara de la Sierra, el toro de corda de Grazalema, Villaluenga i Benaocaz, la crema de gamons d'Ubrique o les lluites de Moros i Cristians a Benamahoma. A més destaquen els forns de calç distribuïts pel parc natural, forns on es fabricava calç antigament.
Des del punt de vista de l'estructura del poblament, el territori es troba pràcticament despoblat, conseqüència de la concentració de la població als nuclis urbans produïda els darrers anys pel retrocés de les economies basades en l'aprofitament tradicional dels recursos naturals. Al seu interior hi ha set nuclis urbans (Zahara de la Sierra, Grazalema, Benamahoma, Benaocaz, Villaluenga del Rosario, Montejaque i Benaoján).
Per les seves característiques i limitacions naturals, la regió muntanyenca de Grazalema es constituïx en una zona de gran tradició i importància ramadera, mantenint-se aquesta activitat com un dels pilars bàsics de l'economia per a molts dels municipis del parc natural. Aquesta es reflecteix principalment en chacinas i formatges, destacant localismes com el payoyo.
Durant els últims anys s'ha produït un notable procés d'ampliació i millora de l'equipament turístic, com la platja fluvial d'Arroyomolinos a Zahara de la Sierra.
Destaquen carns, formatges i productes de forn/pastisseria.

## Protecció de la Sierra de Grazalema
La importància de la regió muntanyenca de Ronda i la de la Sierra de Grazalema per les seves característiques naturals i geogràfiques es recull ja en algunes publicacions dels segles XVIII i XIX. Destaquen les expedicions naturalístiques de Boissier, entre 1827 i 1837, on identifica el pinsapo com un arbre singular i únic, com descriu en la seva segona trobada amb aquesta espècie. Un cop analitzada una pinya, descriu que no van quedar dubtes sobre que aquest arbre singular era certament un Abies proper a l'avet comú. Aquesta espècie d'avet es va batejar com Abies pinsapo Boiss.
M. A. Barbey, net de Boissier, al seu llibre A través de los bosques de pinsapo de Andalucía, destaca que l'alcalde d'Algodonales als anys vint li va comentar que hauria d'adquirir l'Estat la Sierra del Pinar perquè es convertís el pinsapar en reserva o parc nacional. Veiem l'interès tant dels naturalistes com de la població per protegir aquesta zona.
No obstant això, i com va destacar Luis Ceballos el 1930 en la seva publicació, juntament amb D. M. Martín Bolaños, Estudio de la vegetación forestal de la provincia de Cádizel pinsapar havia patit una gran transformació el 1904 a causa d'una tala de pinsaps per a fusta i que s'havia d'adquirir la propietat de la Sierra del Pinar per part de l'Estat, igual que havia passat amb el pinsapar de la Sierra de las Nieves, ja que un cop finalitzada la carretera de Grazalema a Zahara seria més fàcil treure la fusta del pinsapar i, per tant, constituiria un seriós perill per conservar aquest arbrat.
La Junta d'Andalusia la va declarar parc natural mitjançant el Decret 316/1984, de 18 de desembre, i va aprovar el 1988 el seu Pla d'Ús i Protecció. Posteriorment es recull a la Llei 2/89, d'Inventari d'Espais Naturals Protegits d'Andalusia, integrant-se com a part de la Xarxa d'Espais Naturals Protegits d'Andalusia (RENPA).

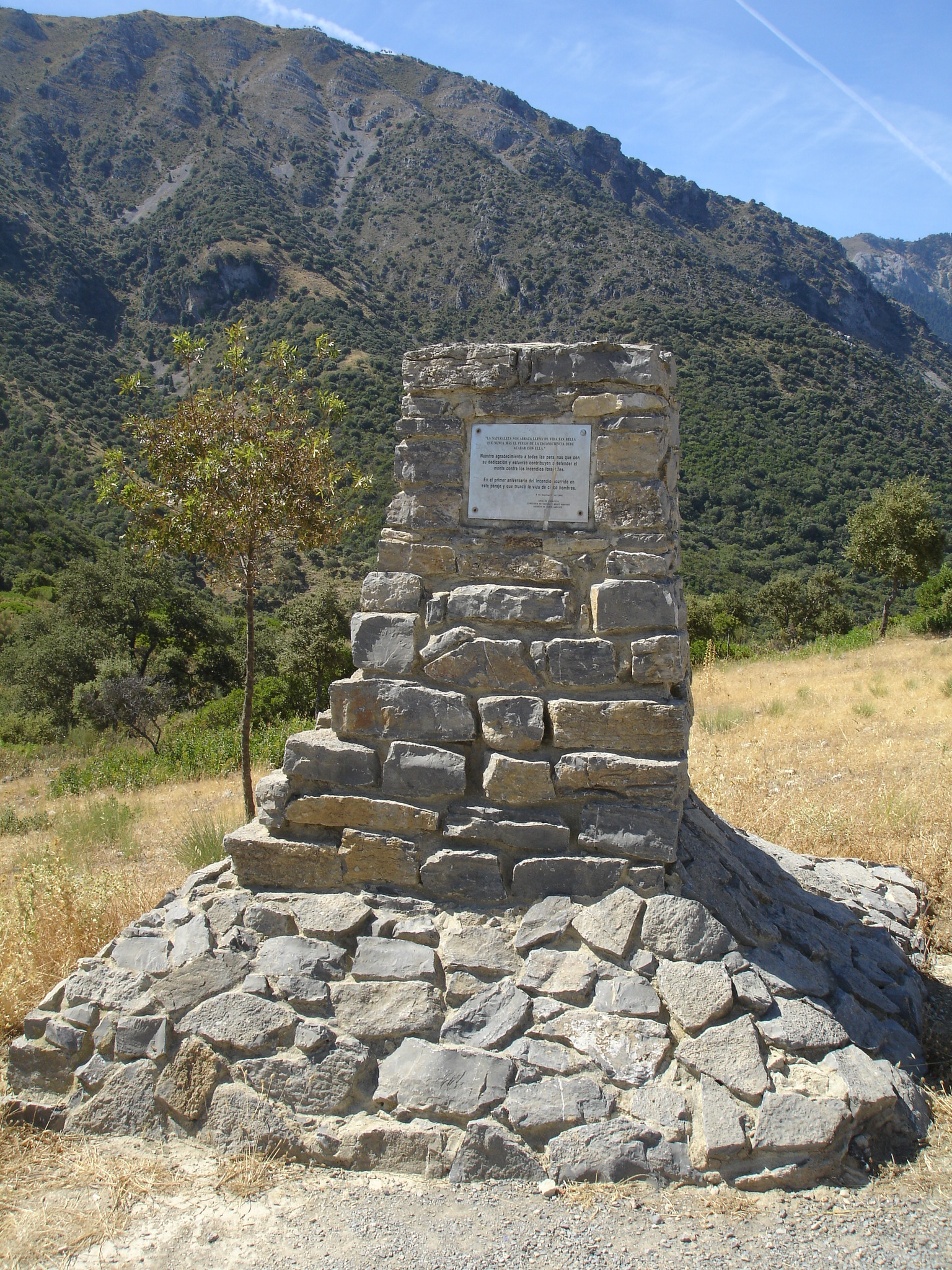
Monument a les víctimes mortals en l'extinció de l'incendi del Monte Prieto

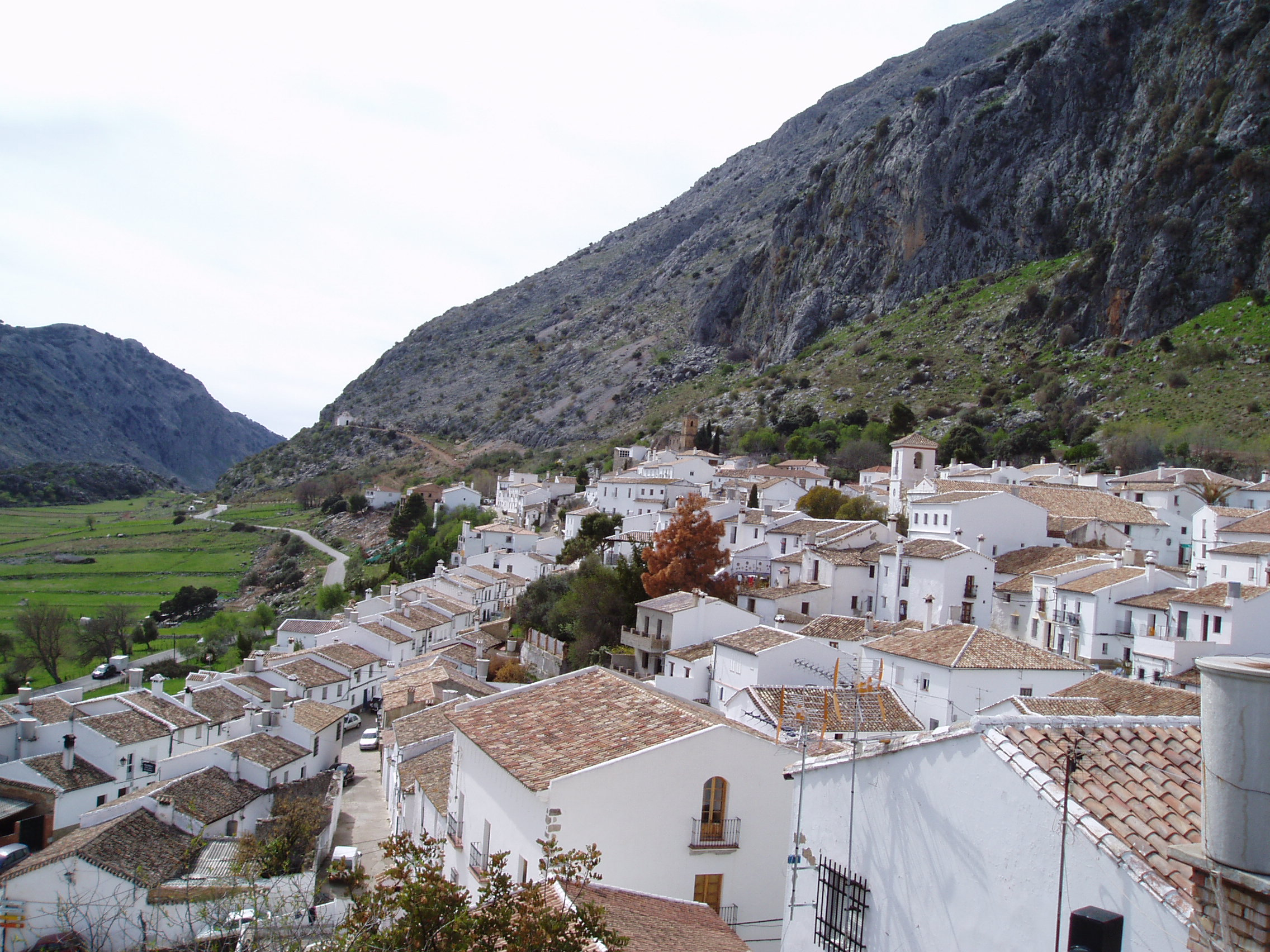
Villaluenga del Rosario

El 1992 l'incendi de Monte Prieto va calcinar més de vuit-centes hectàrees del cor del parc, en el que fins ara és l'incendi documentat més gran a la província i que va acabar amb la vida de cinc persones que treballaven en la seva extinció. Aquest corriol va ser objecte d'una gran reforma que va durar fins al 2014.
El 2013 s'inaugura una Estació de Recerca del Clima, que formarà part de la Xarxa ClimaDat.
Hi ha polèmica des de fa anys per la creixent usurpació de vies pecuaris i camins públics

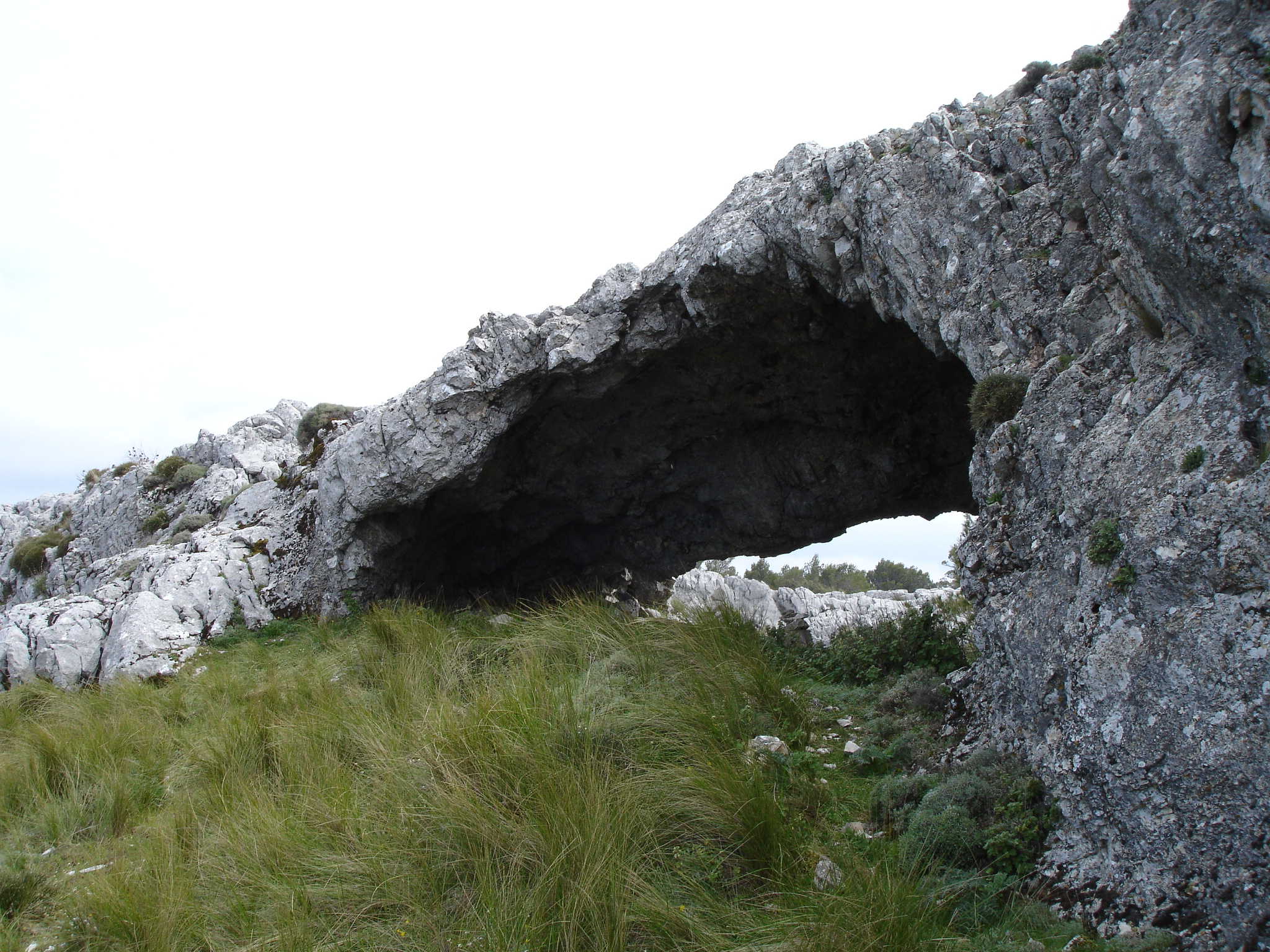
Cueva de las Dos Puertas
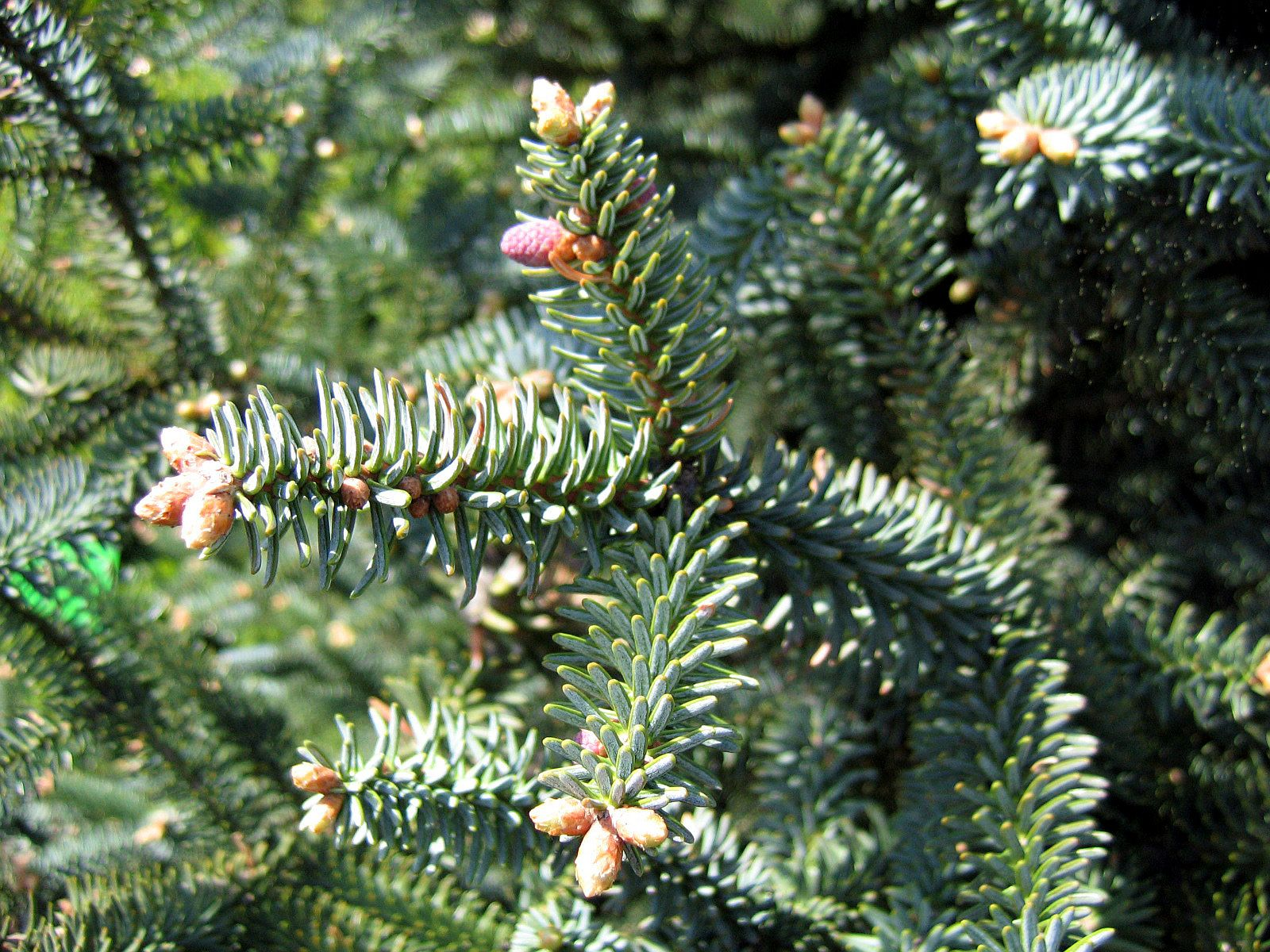
Pinsap (Abies pinsapo)
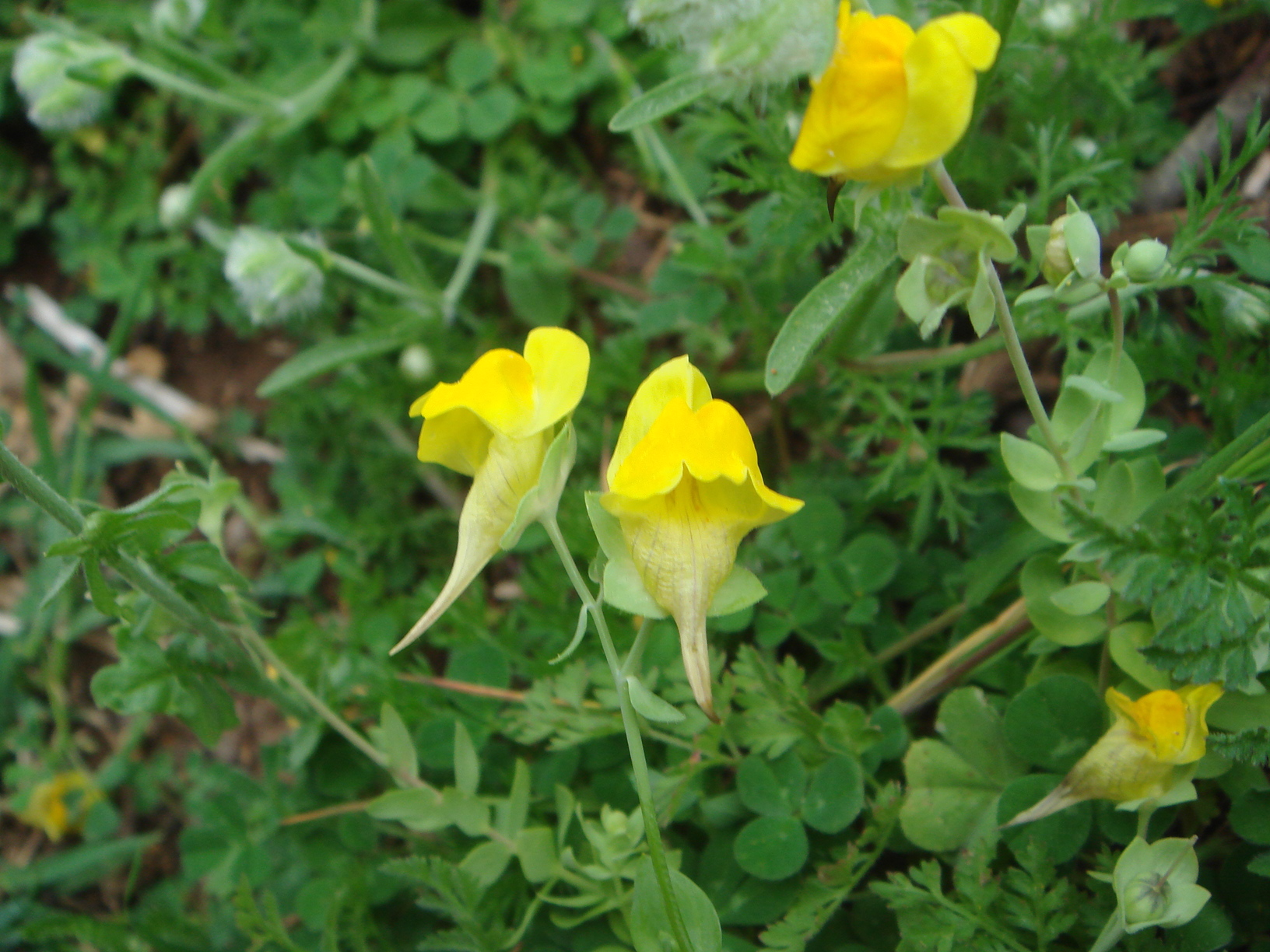
Linaria platycalyx, endemisme del sector de Ronda
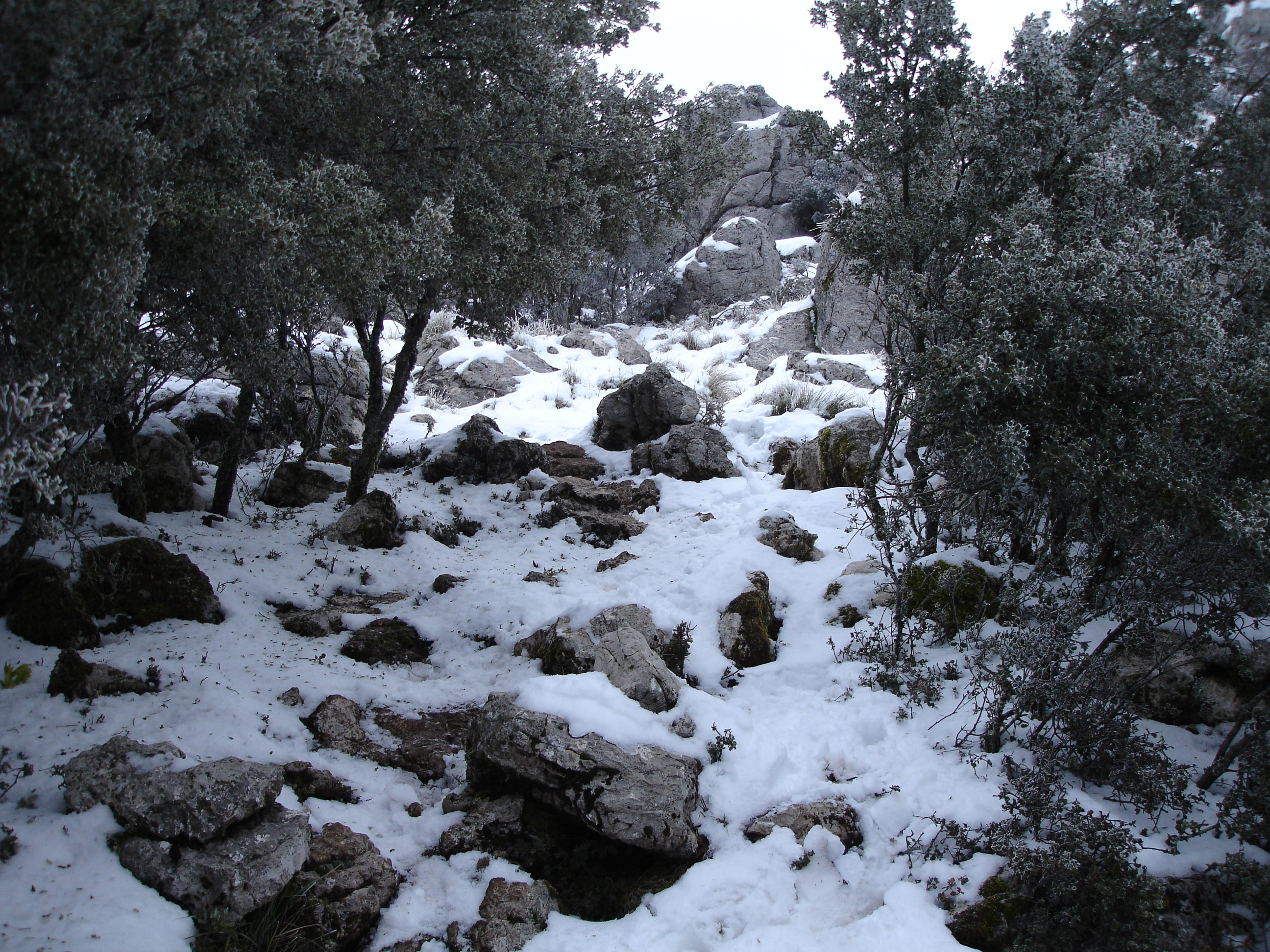
Última part de la pujada al Torreón nevat
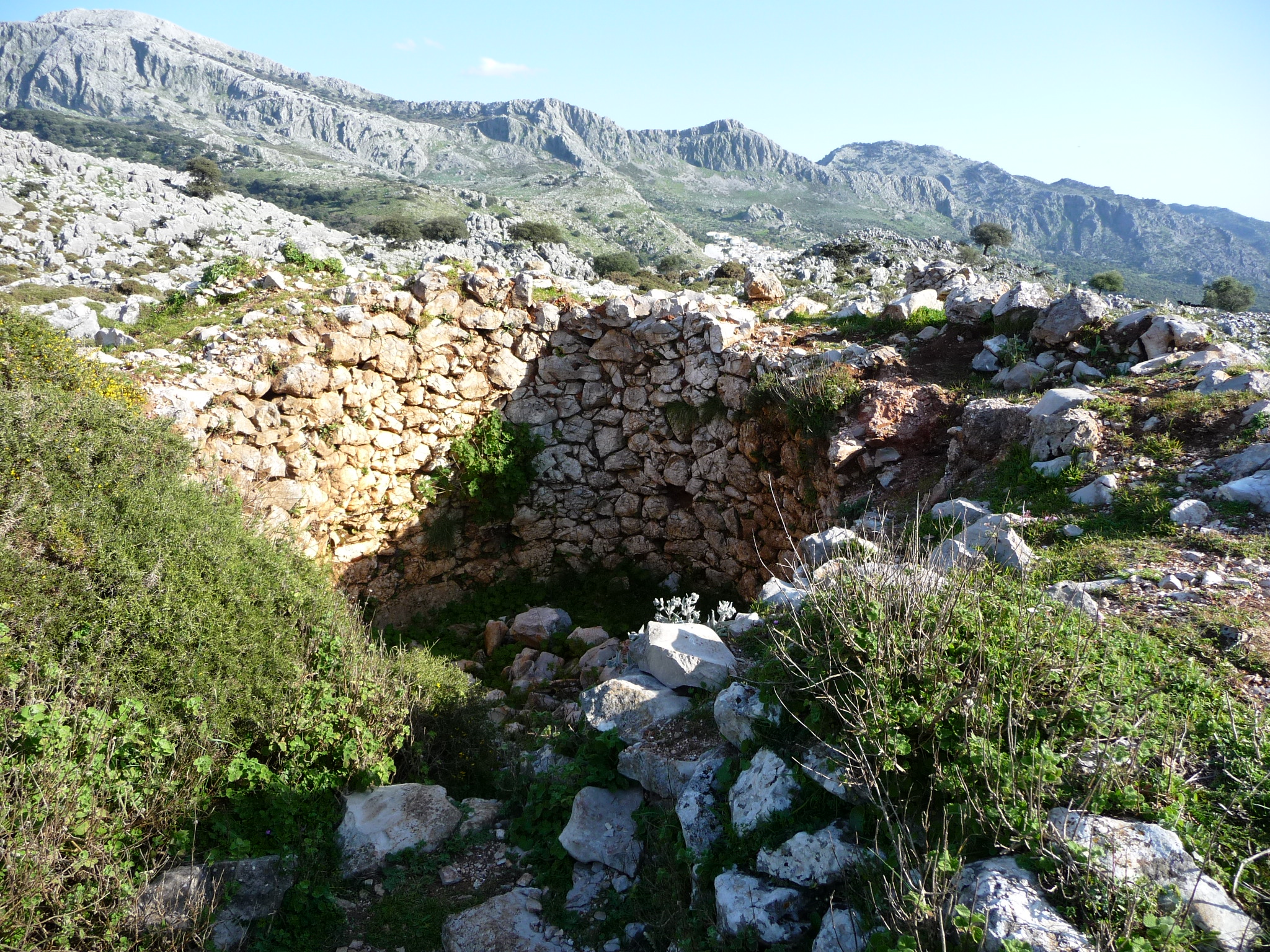
Forn de calç
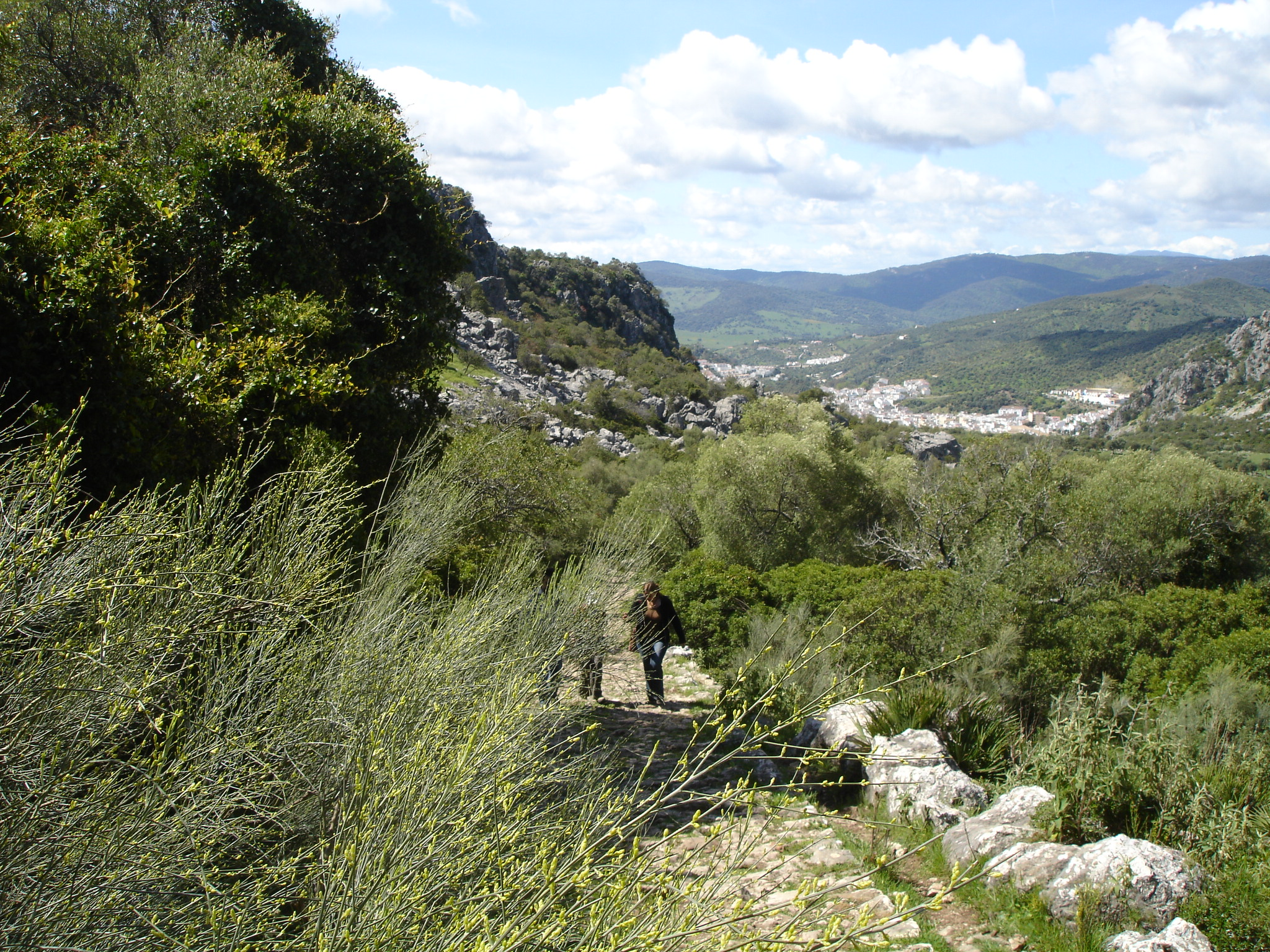
Calçada romana amb Ubrique al fons
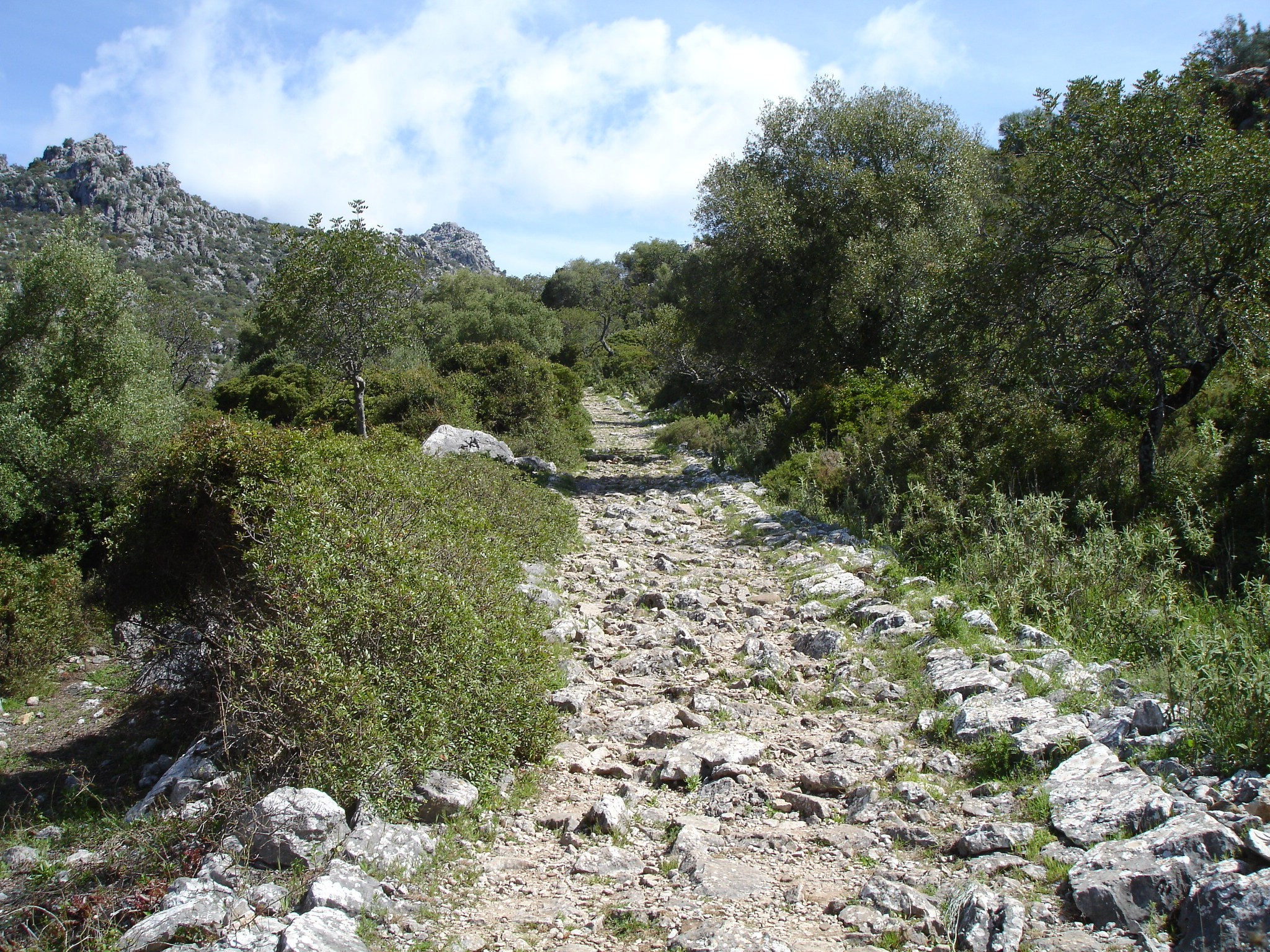
Calçada romana de Benaocaz a Ubrique